# La Bolita, Mexiko
La Bolita är en ort i Mexiko.   Den ligger i kommunen Ruíz och delstaten Nayarit, i den centrala delen av landet, 700 km väster om huvudstaden Mexico City. La Bolita ligger 793 meter över havet och antalet invånare är 240.
Terrängen runt La Bolita är huvudsakligen kuperad, men åt nordost är den bergig. Runt La Bolita är det mycket glesbefolkat, med 5 invånare per kvadratkilometer. Närmaste större samhälle är La Jarretadera, 11,6 km väster om La Bolita. I omgivningarna runt La Bolita växer huvudsakligen savannskog.